# Estação Ruiz Pineda
A Estação Ruiz Pineda é uma das estações do Metrô de Caracas, situada no município de Libertador, entre a Estação Mamera e a Estação Las Adjuntas. Administrada pela C. A. Metro de Caracas, faz parte da Linha 2.
Foi inaugurada em 4 de outubro de 1987. Localiza-se na Estrada Caracas-Los Teques. Atende a paróquia de Caricuao.